# Cataetyx bruuni
Cataetyx bruuni är en fiskart som först beskrevs av Nielsen och Nybelin, 1963.  Cataetyx bruuni ingår i släktet Cataetyx och familjen Bythitidae. Inga underarter finns listade i Catalogue of Life.